# Violent Storm
Violent Storm (バイオレントストーム?)  es un videojuego de arcade publicado por Konami en 1993. Es la tercera y última entrega de la serie Crime Fighters tras Crime Fighters y Vendetta  (Crime Fighters 2).

## Argumento
El juego se ambienta en un año que podría estar en los 50 o en los 90. La tercera guerra mundial ha acabado por fin y la gente tiene que rehacer sus vidas y reconstruir sus civilizaciones. Sin embargo, esa reconstrucción se ve obstruida por malvadas bandas que abusan de los ciudadanos indefensos.
Los personajes principales son Boris, Wade y Kyle, vigilantes que protegen a los atemorizados ciudadanos. Su mayor problema es la letal y despiadada banda conocida como "The Geld Gang". Entre los integrantes de banda están tipos con el pelo violeta, con cresta naranja, vestidos de cuero, otros que llevan cadenas o tuberías de plomo, enmascarados, expertos en artes marciales y otros tan poderosos que usan tapas de alcantarilla como escudos.
Un día, los tres protagonistas están patrullando las calles cuando ven a una mujer que les saluda mientras cruza la calle tras salir del supermercado con provisiones. Es Sheena, una buena amiga suya. Un momento después, Sheena es secuestrada por la mano derecha de Lord Geld, Red Freddy, por lo que los tres héroes se disponen a salvar a Sheena de las garras de Lord Geld.

## Jugabilidad
En Violent Storm, hasta tres jugadores pueden elegir entre Wade, Boris y Kyle, que tienen distintos estilos de lucha, velocidad y movimientos, algunos de los cuales son ocultos. Los jugadores han de guiarlos a través de 7 fases, por orden de aparición: la estación de tren, un tren fuera de control, el centro de la ciudad con la taberna, el área industrial con la fundición, el parque con el jardín botánico, el puerto y finalmente el museo de Lord Geld. Por el camino, los enemigos golpearán a los protagonistas de distintas formas y en ocasiones se valdrán de armas como navajas, tuberías de plomo, bombas, descargas eléctricas, cadenas con bolas de pinchos, cubos de basura, metal fundido, etc.
Durante el juego, es posible ver cerditos caminando por la pantalla. Al cogerlos, se transforman en balones de fútbol americano que pueden lanzarse a los enemigos.